# Arenaromyia marschalliana
Arenaromyia marschalliana är en tvåvingeart som beskrevs av Fedotova 1999. Arenaromyia marschalliana ingår i släktet Arenaromyia och familjen gallmyggor. Inga underarter finns listade i Catalogue of Life.